# Nantou (xiàn)
Nantou is een arrondissement (xiàn) in Taiwan. Het arrondissement Nantou telde in 2000 bij de volkstelling 487.398 inwoners op een oppervlakte van 4106 km².
In Nantou bevindt zich het Zon-maanmeer, een van de Acht Gezichten van Taiwan.